# Анна Мария фон Анхалт-Десау
Анна Мария фон Анхалт-Десау (на немски: Anna Maria von Anhalt-Dessau; * 4 май 1591 в Десау; † 7 юли 1637 в Десау) от династията Аскани е принцеса от Анхалт-Десау.
Тя е третата дъщеря на княз Йохан Георг I фон Анхалт-Десау (1567 – 1618) и първата му съпруга Доротея фон Мансфелд-Арнщай (1561 – 1594), дъщеря на граф Йохан Алберт VI фон Мансфелд в Арнщайн (1522 – 1586) и първата му съпруга Магдалена фон Шварцбург-Бланкенбург (1530 – 1565).
Анна Мария не се омъжва. Тя умира на 7 юли 1637 г. в Десау.